# 希尔号护航驱逐舰
希尔号护航驱逐舰（英語：USS Hill，舷号：DE-141），是美国海军于第二次世界大战期间建造的一艘埃德索尔级护航驱逐舰，其舰名取自珍珠港事件中阵亡的内华达号战列舰首席水手长埃德温·约瑟夫·希尔。
希尔号由水手长的遗孀冠名，于1942年12月21日在德克萨斯州奥兰治联合钢铁厂铺设龙骨，随后于次年2月28日下水。1943年8月16日，希尔号正式服役，交由戈登·里普利·基廷（Gordon Ripley Keating）少校指挥。

## 设计与装备
埃德索尔级护航驱逐舰的设计与巴克利级护航驱逐舰类似，均采用长船体并建有较高的舰桥。该级护航驱逐舰配备3英寸（76毫米）50倍径单装主炮，后续曾计划更换为5英寸（127毫米）38倍径主炮，但最终没有实际执行。该级护航驱逐舰由4台费尔班克斯-莫尔斯38D8-1/8-10内燃机提供动力，总功率最高可达6000匹马力，最高航速21节。其燃料舱可携带312吨重油，在12节航速下航程可达11000海里。此外，该级舰船还配备有较完善的侦查搜索系统，包括SL或SU水面雷达、SA对空雷达、QC声呐系统以及用于监听潜艇无线电的HF/DF天线。

## 服役历史
在百慕大海域完成试航调整后，希尔号测试了新型鱼雷炸药并在新英格兰海岸接受训练。12月5日，她护送一支船队由汉普顿锚地出发，经亚速尔群岛蓬塔德尔加达前往卡萨布兰卡，任务完成后，她于1944年1月18日返回美国。1944年，希尔号又完成了4次前往北非的护航任务，协助盟军在意大利半岛及法国南部开展进攻行动，第4次任务期间，她还曾前往巴西的巴伊亚州和南非联邦的开普敦海域进行反潜巡逻。
1945年2月至3月，希尔号在加勒比地区执行任务，随后于4月3日被调往纽芬兰阿真舍为米申湾号护航航空母舰提供掩护和飞机指引。在纽约完成检修后，希尔号重新投入训练任务并于7月2日前往加勒比地区。2周后，她经巴拿马运河进入太平洋。希尔号在前往夏威夷的途中收到了日本投降的消息，于是她在抵达珍珠港后即启程返航。10月27日，希尔号经洛杉矶、巴拿马运河、查尔斯顿等地最终抵达佛罗里达州格林科夫斯普林斯封存。1946年6月7日，希尔号退役并加入美国海军预备舰队。1972年10月1日，她自美国海军除籍并于1974年1月18日被出售拆解。

## 荣誉
希尔号在其服役期间所获荣誉如下：
|  |  |  |

| 美国战役奖章 | 欧洲-非洲-中东战役奖章 | 第二次世界大战胜利奖章 |

## 历任舰长
| 姓名       | 译名                   | 军衔 | 所属军种       | 任职时间                   |
| ---------- | ---------------------- | ---- | -------------- | -------------------------- |
|            | 戈登·里普利·基廷       | 少校 | 美国海军预备役 | 1943年8月16日              |
|            | 保罗·阿尔伯特·贝恩     | 少校 | 美国海军预备役 | 1944年3月19日              |
|            | 小阿尔伯特·乔治·鲍敦   | 上尉 | 美国海军预备役 | 1945年1月                  |
|            | 路易·威尔森·巴纳德     | 少校 | 美国海军预备役 | 1945年10月1日              |
|            | 唐纳德·托马斯·斯图尔特 | 上尉 | 美国海军预备役 | 1946年1月1日               |
|            | 华莱士·R·霍尔特        | 中尉 | 美国海军预备役 | 1946年4月2日               |
|            | 詹姆斯·威廉·英格拉姆   | 中尉 | 美国海军预备役 | 1946年5月15日-1946年6月7日 |
| 参考文献： |                        |      |                |                            |